# Henri Raczymow
Henri Raczymow est un écrivain français né le 15 avril 1948 à Paris.

## Biographie
Henri Raczymow est né en 1948 à Paris, petit-fils d'émigrants juifs polonais arrivés dans les années 1920 dans la capitale française.
Il est le fils d'Étienne Raczymow décédé en 2007, qui a appartenu aux FTP-MOI dans le bataillon Carmagnole-Liberté, à Lyon et à Grenoble, et de Anna Dawidowicz (1928-1996).
Henri Raczymow devient professeur de lettres à Paris dans les années 1970, et jusqu'en 2008.
Il tient la page des livres du magazine des Juifs laïcs de Belgique, Regards, depuis 1996.
Marié avec Anne Amzallag, il est le père d'une fille, Mathilde, née en 1984, dont la mère est Annette Wieviorka.

## Œuvre
Le début, La saisie (1973), s'interroge constamment sur la possibilité du récit, sur un ton léger et plein d'auto-ironie. Ce métadiscours par moments évince le récit entièrement. La Saisie est un livre sans thématique juive spécifique qui dit "le rien" (Cf. "La mémoire trouée").
Il écrit son premier livre voué à la mémoire juive en 1979, il s'agit des Contes d'exil et d'oubli. Le narrateur qui vit à Paris, interroge son grand-père sur ses origines juives polonaises. Ce livre n'est pas un récit nostalgique sur le Shtetl. Le monde disparu des Juifs polonais ne peut être restitué ; le grand-père en est réduit à inventer de savoureuses histoires sur le monde yiddish. Henri Raczymow parle au sujet de l'histoire juive européenne de « mémoire trouée ».
Henri Raczymow est pensionnaire de l'Académie de France à Rome (Villa Médicis) en 1980-1981.
Un cri sans voix (1985) est le roman le plus connu de Raczymow et le plus commenté, il y évoque la Shoah dans ses effets sur la génération d'après.
Dans les années 1980, il traduit en collaboration avec Aby Wieviorka quelques romans de la littérature yiddish (Sholem Asch, Mendelé Mokher Sforim, Oser Warszawski).
Il est invité par Antoine Compagnon à intervenir dans son cours au Collège de France en février 2009.
Il séjourne trois mois en Israël (Tel Aviv) avec sa compagne Anne Amzallag (à qui il confia de rédiger des notes de ce qui deviendrait le récit à venir Eretz) au titre d'une Mission Stendhal du ministère des Affaires étrangères afin d'y écrire un récit en mémoire de son frère Alain/Ilan (avril, mai, juin 2009).
À l'occasion du centenaire de la publication de Swann (1913), il participe à l’effervescence proustienne, en intervenant dans un colloque à Cerisy (Actes édités chez Hermann en octobre 2013), dans le numéro d'hommage de la NRF avec un texte sur le "Flaubert de Proust" et surtout avec la publication d'un récit, "Notre cher Marcel est mort ce soir" (Denoël, réédité chez Arléa-Poche en 2014) qui relate les derniers jours du grand écrivain. 
En 2016, il dirige un Cahier de l'Herne consacré à Maurice Sachs.
En 2018 et 2019, il travaille à un essai sous forme de chroniques : "Ulysse ou Colomb" où il tente de répondre à la question de savoir pourquoi continue-t-on à écrire dans l'ère du "post-littéraire" (parution janvier 2021 aux éditions du Canoë).
Il travaille également à un roman (d'amour) autour du genre chez Proust : Une saison avec Luce (éditions du Canoë, septembre 2022). Parallèlement, pour les éditions Parigramme, il sort un album sur Proust et Paris, avec une centaine d'illustrations (septembre 2021). Dernier en date, aux éditions de l'Antilope un récit « mémoriel », L'arrière-saison des lucioles, mars 2023. 
Durant l'hiver et le printemps 2024, il travaille à des « variations » autour de la figure de sa mère, Anna Dawidowicz. Puis au début de 2025, à un roman/Récit, manière de fausse autobiographie où il revient sur ses années 1970 : Mes années rive gauche.

## Prix
- Prix Fénéon, 1974 pour La Saisie.
- Prix de la Fondation du judaïsme français au titre des Lettres (2008)
- Prix Max Cukierman (2017)

## Publications
- La Saisie, récit, Gallimard, 1973  prix Fénéon
- Scènes, nouvelles, Gallimard, 1975
- Bluette, roman, Gallimard, 1977
- Contes d’exil et d’oubli, Gallimard, coll. Le Chemin, 1979. Deux extraits sont parus en anglais : 1. dans Yale French studies no 85, trad. Alan Astro; 2. sur jewishfiction.net, trad. de Robert Bononno, octobre 2013
- Rivières d'exil, récit, Gallimard, 1981
- "On ne part pas", roman, Gallimard, coll. « Le Chemin », 1983
- Un cri sans voix, roman, Gallimard, 1985 ; traduction aux États-Unis par Dori Katz, 1995 : Writing the Book of Esther, Holmes & Meiers; traduction en Espagne :  Un Grito sin voz, Ediciones del Subsuelo, Barcelone, 2011
- Maurice Sachs, biographie, Gallimard, 1988
- Le Cygne de Proust, essai, Gallimard, coll. « L'un et l'autre », 1989 ; traduction aux États-Unis par Robert Bononno, NorthWestern UP..
- Ninive, récit, Gallimard, 1991
- Bloom & Bloch, roman, Gallimard, 1993
- La mort du Grand écrivain : essai sur la fin de la Littérature, essai, Stock, 1994
- Littérature et judéité (sous la dir.), Pardès 21, 1995
- Quartier libre récit, Gallimard, coll. « Haute-Enfance », 1995
- Pauvre Bouilhet, essai, Gallimard, 1998
- L'homme qui tua René Bousquet, essai, Stock, 2001, épuisé.
- Le plus tard possible, récit, Stock, 2003
- Le cygne invisible, récit, Melville/Leo Scheer, 2004
- Courbet l'outrance, Stock, 2004.
- Reliques, Gallimard, coll. « Haute-Enfance, 2005
- Le Paris retrouvé de Marcel Proust, Parigramme, 2005 (traduction en néerlandais, japonais et italien)
- Avant le déluge, récit, Phileas Fogg, 2005  prix Marguerite Audoux
- Dix jours « polonais », récit, Gallimard, 2007
- Te parler encore, récit, Le Seuil, 2008
- Eretz, récit, (avec des notes par Anne Amzallag), Gallimard, 2010
- Ruse et déni. Cinq essais de littérature. PUF, coll. « Perspectives critiques », 2011.
- Heinz, récit, Gallimard, 2011.
- Points de chute, Gallimard, coll. « Haute-Enfance », 2012.
- Notre cher Marcel est mort ce soir, roman, Denoël, 2013. Réédition Arléa-Poche, 2014, Encre bleue éditeur, coll. « Largevision », 2015. Traductions en chinois (Pékin et Taïwan).
- Un garçon flou, roman, Gallimard, 2014.
- Mélancolie d'Emmanuel Berl, essai, Gallimard, 2015  prix 2016 de la biographie du Point
- Maurice Sachs, Cahier de l'Herne (sous la direction), septembre 2016.
- D'un écrit vain, Éditions des Busclats, octobre 2016
- Elle chantait Ramona, roman, Gallimard, février 2017
- Ulysse ou Colomb (Notes sur l'amour de la littérature), essai, Éditions du Canoë, janvier 2021
- A la recherche du Paris de Marcel Proust, Parigramme, septembre 2021
- Une saison avec Luce, roman, 2 septembre 2022, Éditions du Canoë
- L'arrière-saison des lucioles, récit, Éditions de l'Antilope, mars 2023
- Variations pour Anna, Gallimard, coll. « Haute Enfance » (octobre 2024)
- Mes années rive gauche, roman, à paraître.

### Textes parus en revues ou préfaces

#### Fictions
- « Poursuite », Les Cahiers du chemin, 15 janvier 1973.
- « Le Récit de Lucienne », les Cahiers du chemin, 15 avril 1975
- « Le saute-mouton », NRF, janvier 1978.
- « Le Lac de Kamenetz », NRF, janvier 1979.
- « Le Nécrophore », NRF, juillet-août 1980.
- « L’Hôtel des dunes », Bas de casse, automne 1980.
- « Des gestes sont morts… » Tel Quel, printemps 1981.
- « Prétexte », Térature, hiver 1983.
- « La mort de Dieu », Europe, juin/juillet 1984
- « Le pays de la cendre », NRF, janvier 1985.
- « Écrire fatigue », l’Infini, été 1985.
- « Au ban des lieux », Cahiers du CCI, 1986.
- « Le pounem », NRF, novembre 1994.
- « Les mémoires d’un ahuri », Quai Voltaire n °10, hiver 1994
- "Villa Mimosas", Le Monde/Gallimard, Les "séries noires" de l'été 1996.
- "L'énigme Dourakine", in L'amateur de bordeaux, septembre 1997.
- "Sueur au front, larmes aux yeux" in L'amateur de bordeaux, HS-novembre 1999
- « Fragments d’un journal aux chiens », penser/rêver, le fait de l’analyse n°1, Mercure de France, printemps 2002
- "From Writing the Book of Esther" in Nothing makes you free, edited by melvin Jules Bukiet, Norton & Company, 2002, p. 206-218.
- " Des docteurs et des chiens", Bibliothèque(s), mars 2010
- " Points de chute", Cahiers du judaïsme, décembre 2011.
- "Chateaubriand ou rien", in La Revue littéraire n°73, mai-juin-juillet 2018.
- "Ébats et débats" in AOC, 14 avril 2019.
- "Un été à la campagne", in AOC, 13 mars 2021.
- Journal d'un égoïste (extrait), Les Moments littéraires n°50, juin 2023.

Essais
- « Qui est Edmond Jabès ? » Les Cahiers Obsidiane, février 1982.
- « Écrire aujourd’hui », codirection d’ouvrage collectif, Autrement, avril 1985.
- Préface à Willy Ronis, Mon Paris, Denoël, 1985.
- « Maurice Sachs », Roman 16, septembre 1986.
- « La mémoire trouée », Pardès 3/1986. ; trad. Américaine in Yale French Studies no 85, par Alan Astro. Traduction en polonais par Anna Ciarkowska, in Tygiel Kultury no 7, 12/2013.
- "Marginal abécédaire", in L'Infini n°19, été 1987.
- Préface à Ozer Warszawski, Les Contrebandiers, roman, traduit du yiddish par Aby Wieviorka et Henri Raczymow, Le Seuil, 1989.
- « La dette », préface à J.M. Rymkiewicz, Umschlagplatz, La dernière gare, Robert Laffont, 1989.
- « Biographie, photographie, nécrographie », Photographies magazine, juin 1989.
- « Du nom et des noms », Quai Voltaire no 2, printemps 1991.
- « La langue perdue », L’infini, printemps 1991.
- « Edmond Jabès, un Juif contesté », Les nouveaux Cahiers, printemps 1991.
- « Proust et les jeux du nom propre », Le trimestre psychanalytique, 1992.
- « Fin du peuple ashkénaze ? » in Mille ans de cultures ashkénazes, Liana Levi, 1994.
- « La chair est encore vaillante : sur La femme au portrait de Fritz Lang », Le cinéma des écrivains, Cahiers du Cinéma, 1995. Repris in Ruse et déni, PUF, "Perspectives critiques"
- « Couples découplés : Une partie de campagne de Maupassant, L’école des Lettres, octobre 1995.
- « Proust et la judéité : les destins croisés de Swann et de Bloch », in Pardès, 21/1995. Repris in Ruse et déni, PUF, "Perspectives critiques", 2011; repris in Catalogue de l'exposition Marcel Proust "du côté de la mère", MAHJ, 2022.
- « La généalogie et la mort de la notion de « grand écrivain » en France », Esprit, octobre 1996.
- « Chagall peintre yiddish" in Chagall années russes 1907-1922, numéro spécial de Connaissance des Arts, H.S. n ° 71, Paris, 1996
- Postface à Alina Margolis-Edelman, Je ne le répéterai pas…, Autrement, 1997.
- « D’un « détail » qui masque le tableau », Prétentaine, avril 1998.
- « Retrouver la langue perdue. Les mots de ma tribu. », Plurielles n °7, hiver-printemps 1998-99.
- « En relisant les Carnets 1978 d’Albert Cohen », Pierre d’angle, 1999.
- « Un grand écrivain contrarié : Maurice Sachs », La haine de soi, Complexe, 2000. Repris in Ruse et déni.
- « L’affaire Dreyfus : le grand bouleversement », Magazine littéraire hors-série : le siècle de Proust, 2000.
- « Le puits et la vérité : Passion de Jules Renard », les Temps modernes, décembre 2000-février 2001. Repris in Ruse et déni.
- « Du shlemil au shnorrer. À propos des histoires juives », Revue d’esthétique, 2001.
- « Schalom Asch : la vocation de l’universel », préface à « Varsovie » de Schalom Asch, Mémoire du livre, 2001.
- « Retour sur Paul Morand », Les Cahiers du judaïsme, hiver 2001-2002. Repris in Ruse et déni.
- « Mémoire, oubli, littérature : l’effacement et sa représentation », Vivre et écrire la mémoire de la Shoah, littérature et psychanalyse, les éditions du Nadir, 2002.
- « Un souvenir d’enfance », Siècle 21, automne-hiver 2004.
- « Madame Bovary, la Moïra et les moires », Les Temps modernes, novembre 2004-février 2005.
- « Correspondance avec Raymond Federman », Fusées no 9, septembre 2005.
- « De la yiddishkeit à la République », postface à « Estimable rédacteur en chef… », Le Seuil, 2007.
- « Un cri, sur l’œuvre peinte de Charles Szymkowicz », in Catalogue à ses expositions de Berlin et de Charleroi.Texte repris in Siècle 21, 2011.
- « Histoire : petit h et grande Hache », in Témoignages de l’après-Auschwitz dans la littérature française d’aujourd’hui, ed. Annelise Schulte Nordholt, Rodopi, 2008
- « Proust, la mémoire, la Shoah », Séminaire d’Antoine Compagnon au Collège de France, intervention du 17 février 2009.
- Tel-Aviv, premiers regards, Continuum no 6, 2009.
- « Kaddish pour des hommes sans pareils », préface à Portait(s) de Victor Zigelman, éd. par Isabelle Pleskoff, L’Harmattan, 2009.
- "Ahaswerus dit Le Juif errant" in Le Dictionnaire des personnages populaires, Seuil 2010.
- "Prolégomènes à une tentative d'approche de la BU de Paris VII-Diderot", in Tours et détours en bibliothèques, Presses de l'ENSSIB, octobre 2012.
- "L'Ami Bouganim" in Continuum no 9, 2012
- "Le Flaubert de Proust" in "D'après Proust", la NRF, mars 2013.
- "Charles Swann : les avatars d'une ambivalence", in Swann le centenaire, colloque de Cerisy, Hermann, 2013.
- "Esther O." in Continuum no 10, 2013.
- "Le diable en France de Lion Feuchtwanger", " Proust Marcel", "Le syndrome de Vichy par Henry Rousso" in Dictionnaire du Judaïsme français depuis 1944, Armand Colin & Le bord de l'eau, 2013.
- "Emmanuel Berl" in l'Arche n°651, Novembre 2014
- Préface au "Mémoire Moral" de Maurice Sachs, Carnet de l'Herne, septembre 2016.
- Entretien avec Nelly Wolf in Tsafon n°70, automne 2015-hiver 2016.
- Intervention in "Enquête sur la littérature mémorielle contemporaine", Mémoires en jeu n°5, décembre 2017.
- Préface à Élie Faure, L’Âme juive, Editions Manucius, novembre 2018.
- "Le succès versus la gloire" in La revue littéraire 75, novembre 2018-janvier 2019.
- "Sarah Kofman: A Strange Familiarity" in Shadow in the City of Lights: Images of Paris in Postwar French Writing, State University of NY Press, mai 2021.
- Intervention dans La Littérature et les arts : paroles d'écrivains, Publiforme n°30/2019. https://www.publifarum.farum.it/index.php
- Entretien avec Esther Orner in Continuum 17/18, septembre 2020.
- Préface à Alan Astro. Autour du Yiddish. De Paris à Buenos Aires, Classiques Garnier, mai 2021.
- "Le hasard chez Proust préside-t-il aux histoires d'amour ?" Conférence le 1er juillet 2021, Arts-et-Métiers.
- "Quête, enquête, littérature" in Franges n°1, revue en ligne de la LIEJ.
- "Régine Robin et le yiddish", intervention à l'Institut français de Berlin le 26 octobre 2021.
- "Être (ou ne pas être) un écrivain juif", in Continuum N°19, décembre 2021. texte repris dans la Revue K, 2 novembre 2022 sous le titre "Comment je suis devenu un écrivain juif".
- "Les personnages juifs dans A la recherche du temps perdu" , in Catalogue de l'exposition Proust au Mahj en avril 2022.
- Questionnaire Proust in Revue d'études proustiennes, 2022-2, n°16.
- "De l'utilité d'une réédition. A propos d'Auschwitz Graffiti d'Adrien Le Bihan" in Mémoires en jeu n°19, automne 2023.